# Московський акцент
Московський акцент — акцент російської мови, характерний для мешканців Москви і Центральної Росії. Відрізняється від звичайної мови розтягуванням голосних звуків.
Для акценту характерні:
- А-кання, тобто різке виділення наголосної букви;
- пом'ягшення дзвінких приголосних — «зьдесь», «дьверь», «верьх»;
- «сч», «жж», «зж», «жд» вимовляються як «ш» і «ж» м'які та довгі: «пещаный», «щёт», «дрожжи» (вимовляється як «дрожі» українською), «вижжать» (вимовляється як «віжять» українською), «дожжя»;
- замість «чн» говорять «шн» («булошная», «яишница», «грешневая каша»);
- вимовляються «є» заміст «е» в таких закордонних словах, як «депо», «секс», «сервер», «декольте», і в власних іменах — «Декарт», «Дега», «Теренций», «Доде».